# Rosalie s'en va
Pour plus de détails, voir Fiche technique et Distribution.
Rosalie s'en va est un téléfilm français réalisé par Jean-Dominique de la Rochefoucauld en 2002 et diffusé pour la première fois en 2005.

## Fiche technique
- Réalisateur : Jean-Dominique de la Rochefoucauld
- Scénario : Françoise Dorner
- Adaptation et dialogues : Jean-Dominique de la Rochefoucauld, Françoise Dorner
- Production : Telfrance
- Producteurs délégués : Michelle Podroznik, Sébastien Combelles
- Directeur de la photographie : Alain Ducousset
- Montage : Frédéric Viger
- Montage son : Valène Leroy
- Musique : Jean-Marie Sénia
- Costumes : Agnès Dubuis
- Décors : Emmanuelle Batz
- Date de sortie : 26 mars 2005

## Distribution
- Christine Citti : Rosalie
- Christiane Millet : Joséphine
- Patrick Fierry : Georges
- Rosy Varte : Solange
- Yvon Back : Patrick
- Rebecca Hampton : Carole
- Raymond Peira : Delsol
- Robert Lemaire : Steiner
- Manuela Servais : Madame Varnier
- Georges Saint-Yves : Le journaliste
- Laurent Moreau : L'organisateur
- Sergio Bianchini : Le serveur
- Christelle Cornil : La vendeuse